# Hell: A Cyberpunk Thriller
Hell: A Cyberpunk Thriller é um Jogo eletrônico de aventura estilo Point-and-click e Cyberpunk lançado em 1994 pela GameTek e desenvolvido pela Take-Two Interactive Software para MS-DOS, 3DO Interactive Multiplayer e Macintosh.
O jogo ganhou notoriedade por ter sido um dos primeiros jogos em CD-ROM a usar fala com gráficos de alta resolução, e foi descrito como muito similar ao BloodNet, que é referenciado durante uma subtrama do Inferno. Além disso, ele foi um dos primeiros jogos acusados de estar envolvido em assassinatos reais, com a revista Veja chegando a chamá-lo de "O Jogo da Morte".
Dennis Hopper, Grace Jones, Stephanie Seymour e Geoffrey Holder estão entre os atores reais que participaram das filmagens para o jogo. Seymour e Holder aparecem em cenas de Live-action, enquanto o resto do elenco, incluindo Hopper e Jones, emprestam suas vozes a representações animadas de computador.
O jogo vendeu quase 300mil cópias em todo o mundo, rendendo a Take-Two Interactive Software 2,5 milhões de dólares.

## O Jogo
A história do jogo explora a velha luta entre o bem e o mal, e se passa no ano de 2095, em Washington.
Nessa época, os Estados Unidos são governados por Solene Solux, um imperador sanguinário, líder do partido Hand of God (Mão de Deus), que se mantém no poder à custa de muita violência.
Eshanti e Braque, que são funcionários da ARC, uma espécie de agência de inteligência do Hand of God, viram heróis depois que caem em desgraça sem saber o motivo.
O objetivo do jogador é descobrir por que os heróis do jogo são perseguidos, assumindo a personalidade de um deles. 